# Nitraty
Nitraty − nazwa farmaceutyczna grupy leków nasercowych, stosowanych głównie w przerywaniu oraz zapobieganiu napadom choroby wieńcowej. Są to estry alkoholi i kwasu azotowego lub  azotawego.

## Mechanizm działania
Działanie nitratów polega na uwalnianiu podczas degradacji w organizmie tlenku azotu (NO) zwanego także EDRF (z ang. endothelium-derived relaxing factor), który poprzez aktywację cyklazy guanylowej i wpływ na stężenie jonów Ca2+ rozszerza światło żył i tętnic. Rozszerzenie naczyń krwionośnych powoduje obniżenie ciśnienia krwi i odciążenie serca. Zwiększa się też ukrwienie serca, przez poprawienie wydolności naczyń wieńcowych.
Uwolnienie NO wymaga udziału grup sulfhydrylowych −SH, ulegających wyczerpaniu po kilku godzinach, co prowadzi do zjawiska tachyfilaksji.

## Zastosowanie
Nitraty stosuje się w:
- przerywaniu napadów choroby wieńcowej
  - nitrogliceryna
  - diazotan izosorbidu
  - azotyn amylu
- zapobieganiu napadom choroby wieńcowej:
  - nitrogliceryna w formie tabletek o przedłużonym uwalnianiu lub w postaci plastrów
  - tetraazotan pentaerytrytolu
  - diazotan izosorbidu
  - monoazotan izosorbidu
- leczeniu zawałów serca

## Działania niepożądane
Działania niepożądane nitratów wynikają z mechanizmu ich działania farmakologicznego. Są one lekami nieselektywnymi - oddziałują nie tylko na naczynia wieńcowe. Skutkiem rozszerzania naczyń krwionośnych są objawy takie jak:
- podciśnienie ortostatyczne
- bóle i zawroty głowy
- zaczerwienienie twarzy
- podniesienie ciśnienia śródgałkowego (w oku)

Poza tym mogą powodować methemoglobinemię.